# Matthew Clarke
Matthew Clarke, född 29 april 1995, är en australisk friidrottare. Han deltog vid olympiska sommarspelen 2020.